# 丈部善理
丈部 善理（はせつかべ の ぜんり、生年不詳 - 延暦8年（789年））は、平安時代前期の武将。姓はなし。位階は外従七位下、贈外従五位下。

## 経歴
陸奥国磐城郡の人。延暦8年（789年）に発生した巣伏の戦いにおいて、別将（小部隊の隊長）として中・後軍を率い衣川を渡河。官軍がアテルイ（阿弖流為）率いる蝦夷の巧みな戦法により不利に陥ってからも果敢に戦うが、敗れ戦死する。
延暦10年（791年）には巣伏の戦いにおける功労により、外従五位下の位階を追贈されている。